# Develi Belediye Spor Kulübü 2023-2024
Questa voce raccoglie le informazioni riguardanti il Develi Belediye Spor Kulübü nelle competizioni ufficiali della stagione 2023-2024.

## Stagione
Il Develi Belediye Spor Kulübü non utilizza alcuna denominazione sponsorizzata nella stagione 2023-24.
Si classifica al decimo posto in Efeler Ligi, mancando la qualificazione ai play-off, mentre in Coppa di Turchia non supera la fase a gironi.

## Organigramma societario
Area direttiva
- Presidente: Mehmet Cabbar

Area tecnica
- Allenatore: Hüseyin Koç (fino a dicembre), Serdar Uslu (da dicembre)
- Allenatore in seconda: Hurşit Aktaş (fino a novembre), Şevki Pehlivanoğlu
- Assistente allenatore: Harun Şahin
- Scoutman: Ozan Asar

## Rosa
| N° | Nome              | Ruolo | Data di nascita   | Nazionalità sportiva |
| -- | ----------------- | ----- | ----------------- | -------------------- |
| 1  | Mustafa Susam     | S     | 31 maggio 1999    | Turchia              |
| 2  | Enis Ay           | P     | 2 maggio 2000     | Turchia              |
| 3  | Burak Çevik       | L     | 14 febbraio 1997  | Turchia              |
| 4  | Metin Durmuş      | L     | 2 maggio 1989     | Turchia              |
| 5  | Yusuf Bakır       | C     | 11 settembre 2003 | Turchia              |
| 6  | Kemal Kayhan      | C     | 2 gennaio 1983    | Turchia              |
| 7  | Igor' Kolodinskij | P     | 7 luglio 1983     | Russia               |
| 8  | Rolando Cepeda    | S     | 19 marzo 1989     | Cuba                 |
| 9  | Abdullah Çam      | S     | 30 marzo 1997     | Turchia              |
| 10 | Muhammet Ertuğrul | C     | 12 agosto 1989    | Turchia              |
| 11 | Ricardo Calvo     | P     | 2 ottobre 1996    | Cuba                 |
| 12 | Onur Irteni       | C     | 20 gennaio 1998   | Turchia              |
| 15 | Inovel Romero     | S     | 28 gennaio 1995   | Stati Uniti          |
| 17 | Rıfat Kantarcı    | O     | 10 dicembre 1996  | Turchia              |
| 18 | Sergej Nikitin    | S     | 6 aprile 1993     | Russia               |
| 19 | Yasin Aydın       | S     | 11 luglio 1995    | Turchia              |
| 24 | Ege Avcıl         | C     | 15 marzo 2001     | Turchia              |

## Statistiche

### Statistiche di squadra
| Competizione     | Punti | In casa | In casa | In casa | In trasferta | In trasferta | In trasferta | Totale | Totale | Totale |
| Competizione     | Punti | G       | V       | P       | G            | V            | P            | G      | V      | P      |
| ---------------- | ----- | ------- | ------- | ------- | ------------ | ------------ | ------------ | ------ | ------ | ------ |
| Efeler Ligi      | 29    | 13      | 8       | 5       | 13           | 2            | 11           | 26     | 10     | 16     |
| Coppa di Turchia | 2     | 0       | 0       | 0       | 0            | 0            | 0            | 2      | 1      | 1      |
| Totale           | -     | 13      | 8       | 5       | 13           | 2            | 11           | 28     | 11     | 17     |

G = partite giocate; V = partite vinte; P = partite perse

### Statistiche dei giocatori
| Giocatore      | Campionato | Campionato | Campionato | Campionato | Campionato | Coppa di Turchia | Coppa di Turchia | Coppa di Turchia | Coppa di Turchia | Coppa di Turchia | Totale | Totale | Totale | Totale | Totale |
| Giocatore      | P          | PT         | AV         | MV         | BV         | P                | PT               | AV               | MV               | BV               | P      | PT     | AV     | MV     | BV     |
| -------------- | ---------- | ---------- | ---------- | ---------- | ---------- | ---------------- | ---------------- | ---------------- | ---------------- | ---------------- | ------ | ------ | ------ | ------ | ------ |
| E. Avcıl       | 15         | 37         | 24         | 11         | 2          | 2                | 2                | 1                | 1                | 0                | 17     | 39     | 25     | 12     | 2      |
| E. Ay          | 13         | 6          | 2          | 4          | 0          | 2                | 0                | 0                | 0                | 0                | 15     | 6      | 2      | 4      | 0      |
| Y. Aydın       | 25         | 261        | 221        | 32         | 8          | 2                | 22               | 17               | 4                | 1                | 27     | 283    | 238    | 36     | 9      |
| Y. Bakır       | 3          | 16         | 12         | 1          | 3          | -                | -                | -                | -                | -                | 3      | 16     | 12     | 1      | 3      |
| R. Calvo       | 7          | 13         | 6          | 6          | 1          | 2                | 4                | 1                | 2                | 1                | 9      | 17     | 7      | 8      | 2      |
| A. Çam         | 22         | 173        | 129        | 33         | 11         | 0                | 0                | 0                | 0                | 0                | 22     | 173    | 129    | 33     | 11     |
| R. Cepeda      | 25         | 472        | 421        | 34         | 18         | 2                | 31               | 29               | 2                | 0                | 27     | 503    | 450    | 36     | 18     |
| B. Çevik       | 21         | 0          | 0          | 0          | 0          | 2                | 0                | 0                | 0                | 0                | 23     | 0      | 0      | 0      | 0      |
| M. Durmuş      | 26         | 0          | 0          | 0          | 0          | 2                | 0                | 0                | 0                | 0                | 28     | 0      | 0      | 0      | 0      |
| M. Ertuğrul    | 23         | 159        | 95         | 48         | 16         | 2                | 11               | 5                | 5                | 1                | 25     | 170    | 100    | 53     | 17     |
| O. Irteni      | 4          | 3          | 1          | 2          | 0          | 0                | 0                | 0                | 0                | 0                | 4      | 3      | 1      | 2      | 0      |
| R. Kantarcı    | 9          | 29         | 26         | 2          | 1          | 2                | 4                | 2                | 2                | 0                | 11     | 33     | 28     | 4      | 1      |
| K. Kayhan      | 24         | 164        | 93         | 58         | 13         | 2                | 15               | 10               | 5                | 0                | 26     | 179    | 103    | 63     | 13     |
| I. Kolodinskij | 18         | 34         | 20         | 12         | 2          | -                | -                | -                | -                | -                | 18     | 34     | 20     | 12     | 2      |
| S. Nikitin     | 13         | 126        | 97         | 22         | 7          | -                | -                | -                | -                | -                | 13     | 126    | 97     | 22     | 7      |
| I. Romero      | 11         | 83         | 73         | 3          | 7          | 2                | 28               | 23               | 3                | 2                | 13     | 111    | 96     | 6      | 9      |
| M. Susam       | 3          | 16         | 10         | 3          | 3          | 2                | 1                | 1                | 0                | 0                | 5      | 17     | 11     | 3      | 3      |

P = presenze; PT = punti totali; AV = attacchi vincenti; MV = muri vincenti; BV = battute vincenti